# Зупольне володіння
Зупольне володіння — характерний для України за доби середньовіччя та Нового часу принцип володіння на правах спадкової власності. Називався також "зуповним", "вічним", "спокійним", "ненарушним" володінням. Переважно поширювався на земельні угіддя та садиби можновладців. Це давало можновладцям законне право такі угіддя, садиби тощо продавати, обмінювати, дарувати, ставити під заставу. Наявність і набуття З.в. юридично не зобов'язувало до виконання державної або військової служби, на відміну від володіння землею, наданою на певних умовах у тимчасове держання ("до ласки військової", "по смерть", "на вспарт'є дому"). 
На території Гетьманщини 2-ї половини 17–18 ст. найбільше землі із залежними людьми на правах спадкової власності було в гетьманів, козацької старшини та шляхтичів (див. Шляхта), а також православних монастирів (до указу імп. Катерини II від 10 квіт. 1786 про секуляризацію церковних і монастирських земельних володінь; див. Секуляризація). З.в. мали й міста. Здебільшого З.п. законодавчо визначали чи підтверджували гетьманські універсали, царські жалувані грамоти, "листи" українських полковників. Зокрема гетьман Д. Апостол одним зі своїх "Рішительних пунктів" 1728, які того ж року санкціонував й російський імператор Петро II, заборонив відчужувати в старшини вислужені та куплені маєтки. 
Прикладами роздачі земельних володінь у повну власність може бути надання Мазепою у 1705 р. седнівському сотнику Домонтовичу с. Камки «в зуполную моц и владение» або підтвердження універсалом Скоропадського в 1709 р. знатному військовому товаришу Олексі Черняку віддання «в зуполное и спокойное владение» сіл Кам’янки і парафії Ольшанської. Цікаво, що в окремих випадках села віддавались навіть «в вечистую (тобто вічну) посесию» (універсал Мазепи стародубському полковнику Міклашевському в 1704 р.)
Зростанню «зуполних володінь» сприяло те, що всі куплені, даровані, одержані в спадщину і т. д. володіння вважалися «зуполними», і це завжди фіксувалось у відповідних актах. Новий власник мав право, як незмінно підкреслювалось в актах купівлі-продажу, набуте «самому, малжонци, потомкам и жодным кревним пожитковать вечными часы, або теж продати, дароватим заменить и як хотяй на пожиток свой власний обернут». Царський уряд у своїх грамотах теж підкреслював недоторканність земельних володінь.
Наприкінці 18 ст. З.в. майже повністю витіснило тимчасове (умовне) держання, про що свідчило зникнення рангових маєтностей, вільних військових маєтностей та деяких інших категорій поселень.